# Bahávalpur
Bahávalpur (urduul: بہاولپور, angolos átírásban: Bahawalpur) város a Pakisztán déli részén fekvő Pandzsáb régióban. A Thár-sivatag északi szélén fekszik, néhány kilométerre a Szatledzs folyótól és 60 km-re keletre a Szatledzs és a Csernab összefolyásából keletkezett Pandzsnad folyótól. Nagyjából 600 000 lakosával (2007. január 1-i adat) Pakisztán tizenegyedik nagyvárosa.
Bahávalpurt 1748-ban I. Naháb Muhammad Bahával kán, a Mogul Birodalom egyik helytartója alapította, nevét is róla kapta. Mivel a család a származását az Abbászidák dinasztiájához köti, ezért Baghdād al-dschadīd-nak (Új-Bagdad) is nevezték a várost.
A Pakisztánba történt 1947-es betagozódásáig Bahávalpur volt az azonos nevű hercegség fővárosa. 1955 óta része Pandzsáb tartománynak. A navábok idejéből sok jelentős építészeti műemlék fennmaradt, többek között az egykori uralkodói székhely épülete (Nur Mahal), a központi könyvtár, a hatkapus városfal és több mauzóleum.
A város fontos regionális mezőgazdasági és textilipari kereskedelmi központ. Részben még kézzel készülnek a  gyapot és selyem anyagok, cipők, szőnyegek, kerámiák, hímzések és szappanok. Ezenkívül több gyapotolaj sajtolásával is foglalkoznak. Rendelkezik vasúti csatlakozással és belföldi repülőtérrel. 1975 óta otthont ad az Islamia University of Bahawalpur egyetemnek.

## Fordítás
- Ez a szócikk részben vagy egészben  a   Bahawalpur című német Wikipédia-szócikk ezen változatának fordításán alapul.  Az eredeti cikk szerkesztőit annak laptörténete sorolja fel. Ez a jelzés csupán a megfogalmazás eredetét és a szerzői jogokat jelzi, nem szolgál a cikkben szereplő információk forrásmegjelöléseként.